# Alby-sur-Chéran
Alby-sur-Chéran är en kommun i departementet Haute-Savoie i regionen Auvergne-Rhône-Alpes i sydöstra Frankrike. Kommunen ligger i kantonen Alby-sur-Chéran som tillhör arrondissementet Annecy. År 2022 hade Alby-sur-Chéran 2 643 invånare.

## Befolkningsutveckling
Antalet invånare i kommunen Alby-sur-Chéran
| Referens: INSEE |